# Obra d'art
Una obra d'art és el resultat d'una activitat artística de l'home. Pot ser material o immaterial (música), pot ser únic o reproductible. Si és no és un obra d'art es un subjecte de discussió, sobretot des la primeria del segle xx quan l'ofici tècnic de reproduir la realitat va perdre importànacia. S'ha arribat a una definició pragmàtica: és un obra d'art, el que l'artista i el públic consideren com a tal.
És una creació sense utilitat directa, altre que crear bellesa o és una manifestació de significat simbòlic. Aquesta pot ser la visió de l'artista de la realitat exterior i també del client. Les obres d'art són productes d'un temps i un context concret. L'art modern ha inspirat l'anècdota apòcrifa del personal d'un exposició de la documenta de Kassel que al desmuntatge d'una exposició hauria demanat al conservador: «Això és art o podem llençar-lo?»
Les obres d'art de vegades no són importants perquè siguin belles sinó per les idees que transmeten. Poden ser obres d'art les cançons, els espectacles (obres de teatre, dansa, circ, òpera, etc.), els llibres, les impressions, les escultures, els edificis, les pintures o els gravats entre d'altres.
Hi ha obres d'art de més de trenta mil anys d'antiguitat, com ara les pintures de les coves d'Altamira a Espanya o les pintures de les coves de les Caus a França. De vegades les obres d'art també s'han de reconstruir. Mentrestant que molts dels artistes s'inspiren d'obres del passat, en fan versions, còpies, parodies o citacions, des del romanticisme, l'originalitat i adhùc la unicitat va esdevenir un criteri més, fins al punt al qual, per certs només esdevé art, el que ningú ha fet abans.

## El comerç d'obres d'art
Les obres d'art sovint canvien de propietaris. El famós bust de Nefertiti (d'Egipte) està al Neues Museum de Berlín, i després el país d'origen reclama l'obra espoliada. En molts països, les obres d'art significatives són sotmesos a un règim d'exportació especial. El valor i les variacions de preu molt subjectives en fan un subjecte d'especulació, de comerç en negre i de blanqueig de diners.
L'art robat en temps de guerra o per colonitzadors així com el contrabàn per màfies que fan un negoci del saqueig ès un capítol apart.